# Battus philenor

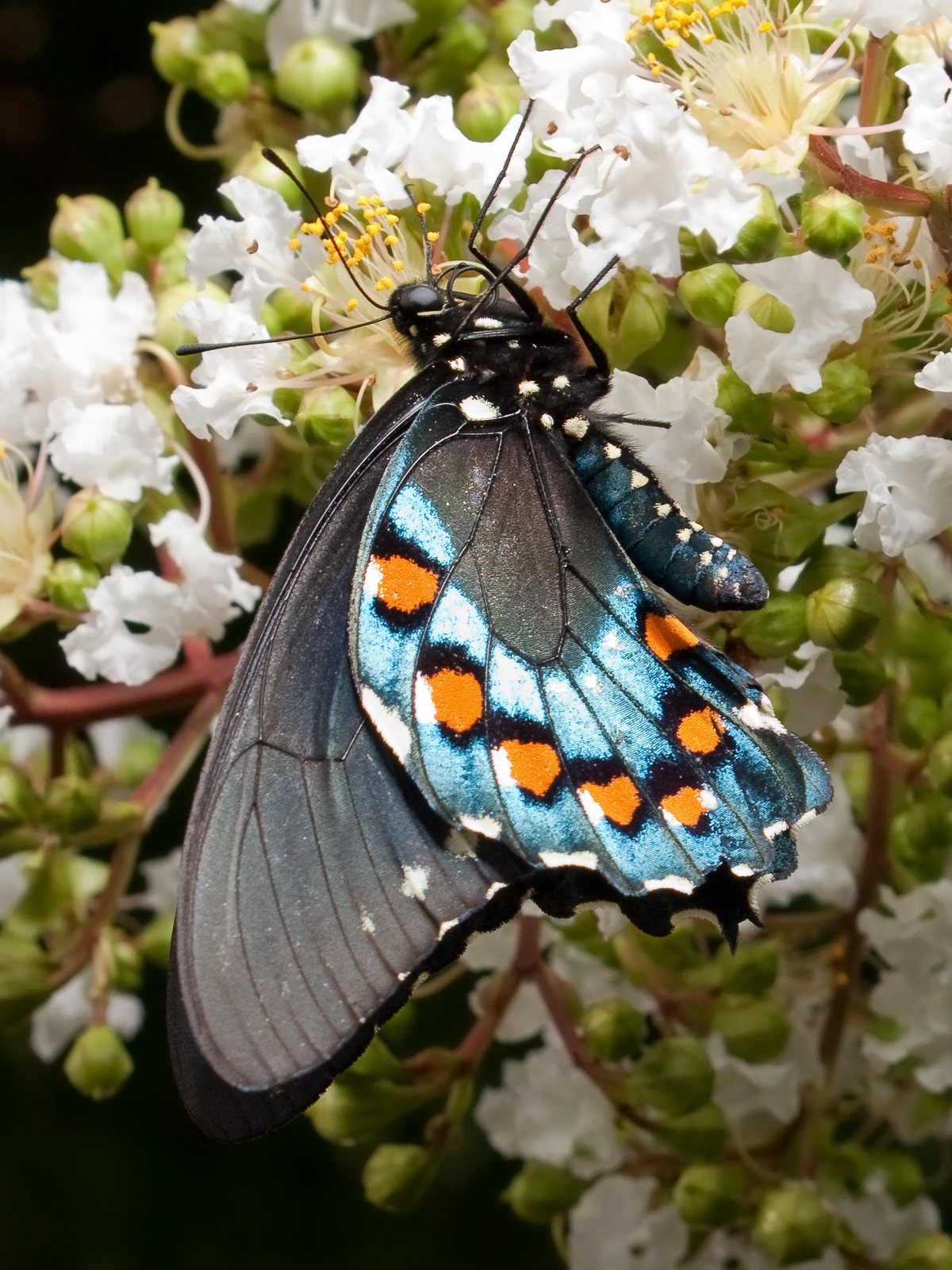
Unterseite

Battus philenor ist ein Schmetterling aus der Familie der Ritterfalter (Papilionidae) und der Unterfamilie der Schwalbenschwänze (Papilioninae).

## Merkmale

### Falter
Die Falter erreichen eine Flügelspannweite von 70 bis 130 Millimetern. Die Vorderflügel sind breit und spitz zulaufend. Sie haben auf der Oberseite eine stumpfe schwarze oder dunkelbraune Grundfarbe und besitzen kleine gelbliche oder weißliche Flecke am Außenrand. Die Hinterflügel sind mit leichten Kerbungen und kurzen spitzen Schwanzfortsätzen versehen. Männchen schillern bläulich und zeigen cremefarbene Punkte. Die Weibchen sind unauffälliger gefärbt. Ihnen fehlt das blaue Schillern der Männchen auf der Oberseite gänzlich. Die Unterseite der Vorderflügel ist grau, diejenige der Hinterflügel ist im äußeren Bereich auffällig blau gefärbt und mit sieben in einer Reihe verlaufenden, orangeroten Flecken, die schwarz umrandet sind versehen. Entlang des schwarzen Körpers heben sich einige helle Flecke ab.

### Ei
Die Eier sind rötlich-braun oder orange und kugelrund. Sie werden vom Weibchen in Haufen von bis zu 20 Stück auf die Unterseite von Blättern der Futterpflanze, die sich an sehr sonnigen Stellen befinden abgelegt.

### Raupe
Die Raupen sind meist rotbraun oder violettbraun bis schwarzbraun gefärbt und mit zwei Reihen roter Flecke auf dem Rücken versehen. Über den gesamten Körper sind kurze, dunkle, faden- oder warzenähnliche Höcker verteilt. Diese sind rechts und links des Kopfes tentakelartig verlängert. Die Farbausbildung der Raupe sowie der Puppe ist temperaturabhängig, je wärmer es in der Entwicklungszeit ist, desto mehr färben sich Raupen und Puppen vom Schwärzlichen oder Bräunlichen ins Rötliche.

### Puppe
Die Puppe ist an einer stark gekrümmten Form, einem sehr breiten Mittelteil, einem spitzen Höcker hinter dem Kopf sowie an zwei kleinen Hörnern am Kopf zu erkennen.

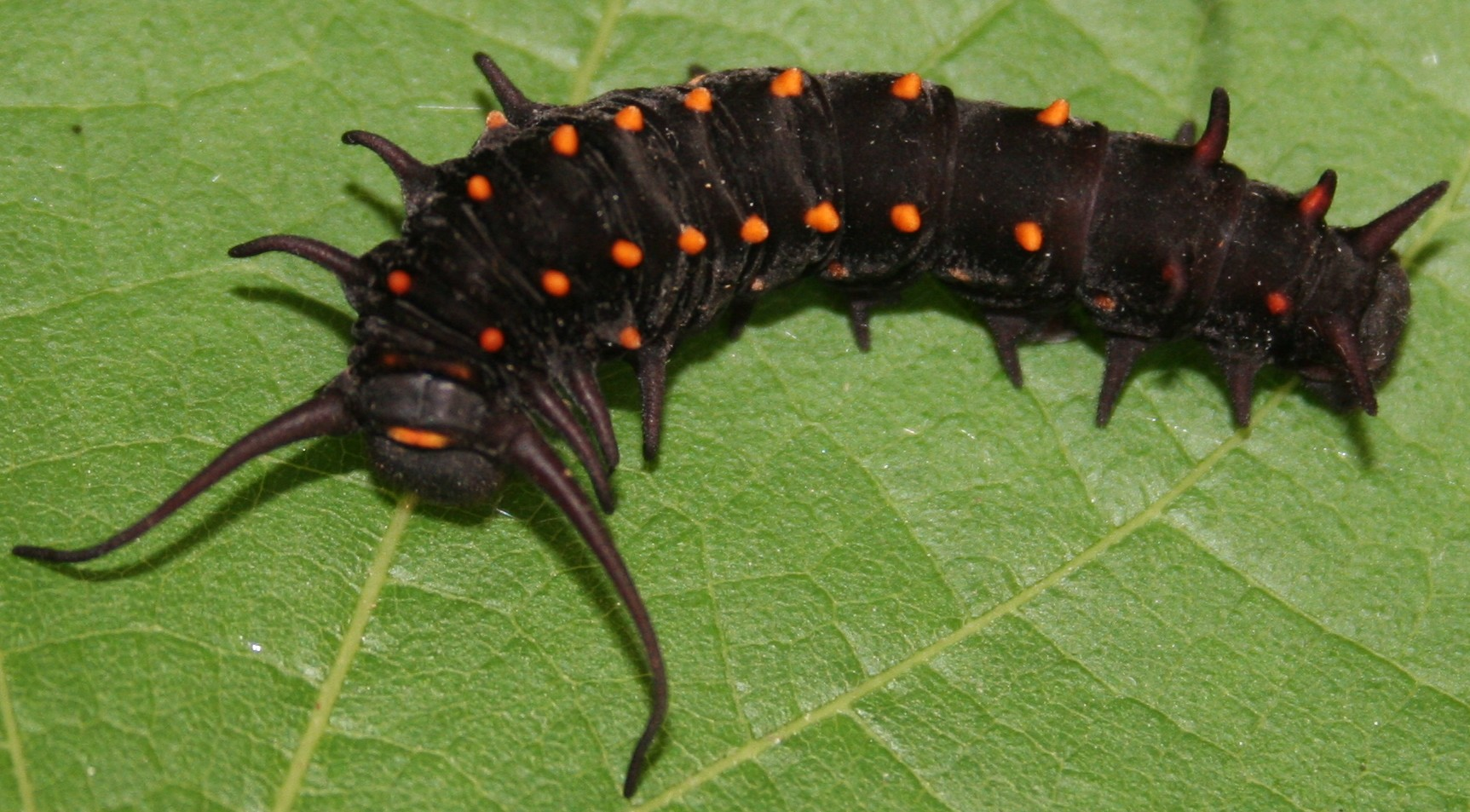
Raupe
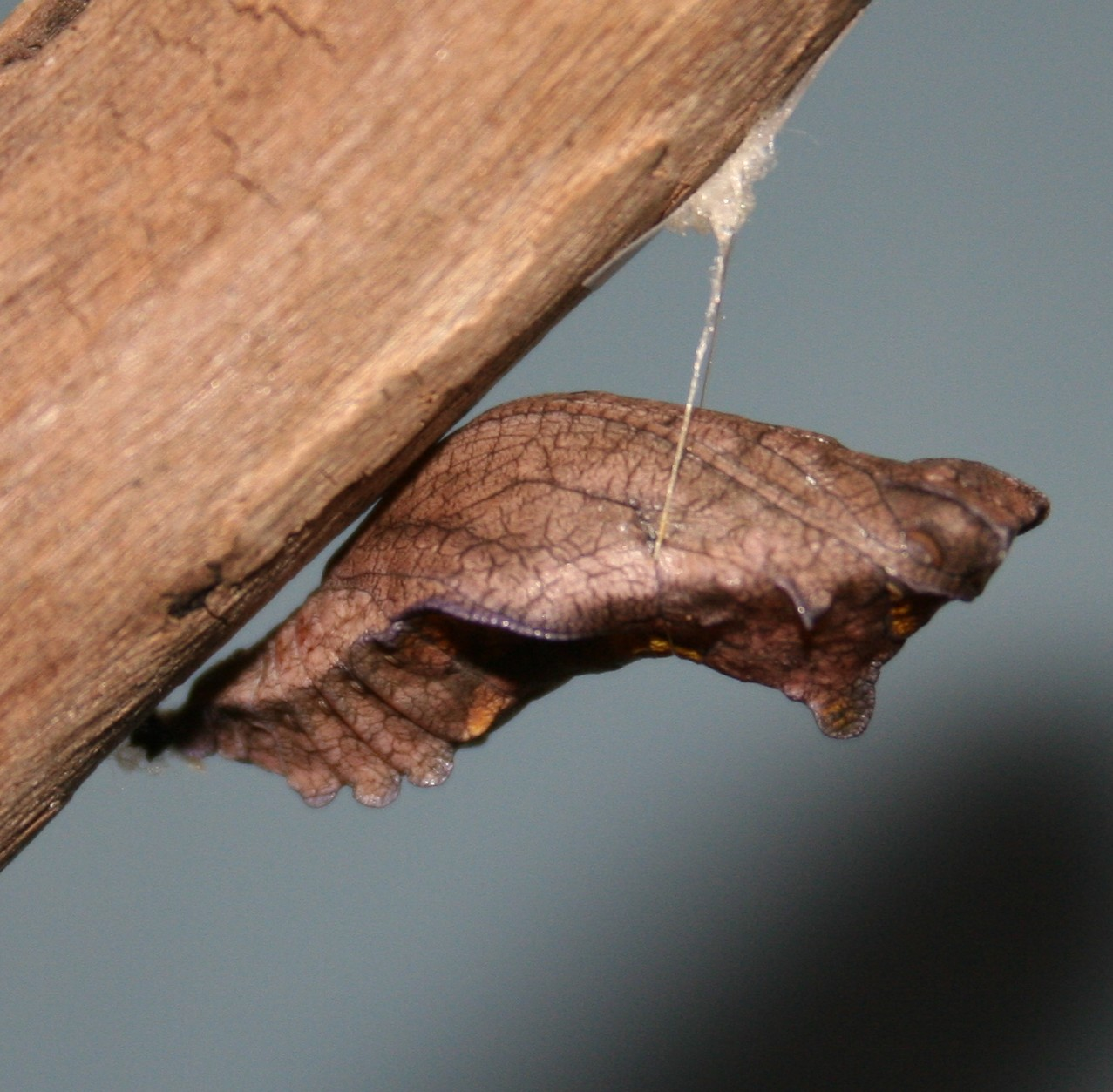
Gürtelpuppe

## Verhalten und Lebensweise
Die Falter von Battus philenor fliegen in mehreren Generationen vom Frühjahr bis zum Herbst. Sie besuchen zur Nektaraufnahme die Blüten verschiedener Pflanzen, z. B. Kratzdisteln, Bergamotte, Flieder, Natternkopf, Azaleen, Flammenblume, Karden, Gewöhnliche Nachtviole, Wandelröschen, Petunien, Verbenen, Lupinen, Kleb-Kratzdistel, Rosskastanien und Eriodictyon. Die Art ist ähnlich wie die Honigbienen in der Lage, bestimmte Blüten an ihrer Farbe und ihrem Reichtum an Nektar zu erkennen. Die Falter sitzen zuweilen am Boden und nehmen Flüssigkeit und Mineralstoffe an feuchten Erdstellen auf. Junge Raupen leben gesellig, bilden aber keine versponnenen Nester, ältere leben einzeln. Aufgrund der Hauptnahrungspflanzen der Raupen, die zu den giftigen Osterluzeigewächsen (Aristolochiaceae) zählen, sind auch Raupen für Fressfeinde giftig. Puppen und Falter sind ebenso giftig und werden deshalb von Fressfeinden gemieden. Diese Tatsache wird von anderen, ähnlichen Arten, z. B. von Papilio glaucus, Papilio troilus, Papilio polyxenes, Papilio joanae, Limenitis arthemis astyanax und Speyeria diana in Form einer Mimikry genutzt. Gelegentlich ernähren sich die Raupen auch von den Blättern und Früchten von Windengewächsen (Convolvulaceae) oder Knöterichgewächsen (Polygonaceae). Die Puppen der letzten Generation überwintern.

## Verbreitung und Vorkommen

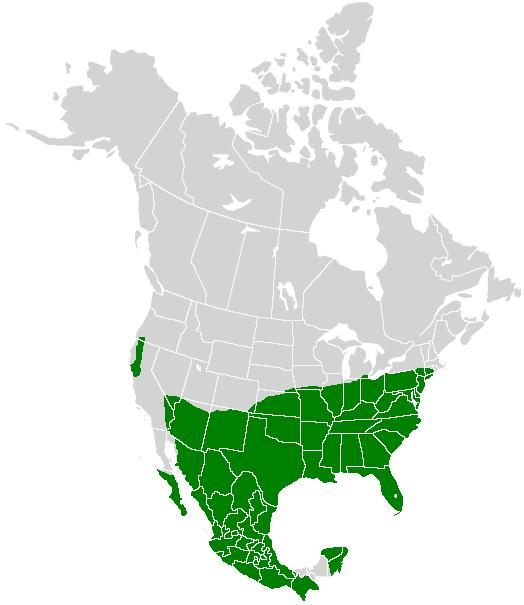
Verbreitungskarte

Die Art kommt vorzugsweise in den südlichen Bundesstaaten der USA vor, wandert aber über fast ganz Nordamerika, vom Süden Kanadas bis nach Mittelamerika. Guatemala bildet hierbei die südlichste Verbreitungsgrenze der Art. Je südlicher das Verbreitungsgebiet und je wärmer das Klima, desto häufiger ist sie anzutreffen. 
Battus philenor besiedelt bevorzugt offene Waldlandschaften, ist aber auch auf Wiesen, an Flussufern, an Wegesrändern sowie in Parkanlagen und anderen Kulturlandschaften beheimatet. Im Osten des Verbreitungsgebietes besiedelt die Art Bergwälder, im Westen Wüsten.

## Gefährdung
Die Art wird als nicht gefährdet eingestuft. In ihrem nördlichsten Verbreitungsgebiet an der US-kanadischen Grenze im US-Bundesstaat Michigan gilt sie als schützenswert.

## Unterarten
Neben der Nominatform Battus philenor philenor (Linné, 1771) werden folgende Unterarten unterschieden:
- Battus philenor acauda (Oberthür, 1879), Halbinsel Yucatán
- Battus philenor hirsuta (Skinner, 1908), Nord- und Zentralkalifornien
- Battus philenor insularis (Vázquez, 1957), Revillagigedo-Inseln und mexikanischer Bundesstaat Colima
- Battus philenor orsua (Godman & Salvin 1889), Marias-Inseln und mexikanischer Bundesstaat  Nayarit